# Billboard Latin Music Awards 2006
Prix Billboard de musique latine 2006 (Premios Billboard de la Música Latina 2006)
Titre de l'année, Hot Latin Songs
- Mayor Que Yo, Baby Ranks, Daddy Yankee, Tonny Tun Tun, Wisin y Yandel, & Héctor
- La camisa negra, Juanes
- La Tortura, Shakira con Alejandro Sanz
- Rákata Wisin y Yandel.

Duo de l'année, Hot Latin Songs
- Ella y yo, Aventura con Don Omar
- Mayor Que Yo Baby Ranks, Daddy Yankee, Tonny Tun Tun, Wisin y Yandel, Héctor
- Obsesión (no es amor) Frankie J y Baby Bash
- La Tortura Shakira con Alejandro Sanz.

Artiste de l'année, Hot Latin Songs
- Daddy Yankee
- Juanes
- Shakira
- Wisin y Yandel.

Album Pop de l'année, Masculin
- Adentro, Ricardo Arjona
- Cautivo, Chayanne
- Paso A Paso, Luis Fonsi
- En La Luna, Reyli

Album Pop de l'année, Féminin
- Escucha Atento, Laura Pausini
- Fijación Oral Vol. 1, Shakira
- Una Nueva Mujer, Olga Tañón
- El Sexto Sentido, Thalía

Album Pop de l'année, Duo ou Groupe
- Flores De Alquiler, La 5a Estación
- En vivo, RBD
- Nuestro amor, RBD
- Rebelde, RBD

Album Pop de l'année, Révélation
- Flores De Alquiler, La 5a Estación
- Nuestro Amor, RBD
- Rebelde, RBD
- En la luna, Reyli

Artiste de l'année, Top Latino Albums
- Daddy Yankee
- Juanes
- RBD
- Shakira

Album Rock/Alternatif de l'année:
- Un viaje, Café Tacvba
- Chavez Ravine, Ry Cooder
- Crónicas de un laberinto, Jaguares
- Consejo, La Secta Allstar

Album Tropical de l'année, Masculin:
- Ironía, Andy Andy
- Adiós amor, Joseph Fonseca
- En vivo desde el Carnegie Hall, Victor Manuelle
- Hoy, mañana y siempre, Tito Nieves

Album Tropical de l'année, Féminin:
- Grandes éxitos, La India
- MQ, Milly Quezada
- Atrévete a olvidarme, Brenda K. Starr
- Cómo olvidar: Lo mejor de Olga Tañón, Olga Tañón

Album Tropical de l'année, Duo ou Groupe:
- Gods Project, Aventura
- I Love Salsa, N'Klabe
- Dos Soneros, Una Historia, Gilberto Santa Rosa y Victor Manuelle
- Así es nuestra Navidad Gilberto Santa Rosa y El Gran Combo

Album Tropical de l'année, Révélation:
- Ironía, Andy Andy
- Más grande que él, Elvis Martinez
- Buena Vista Social Club Presents Manuel Guajiro Mirabal, Manuel Guajiro Mirabal
- I Love Salsa, N'Klabe

Album Régional Mexicain de l'année, Solista Masculin:
- Mis duetos, Vicente Fernández
- El rey de las cantinas, Lupillo Rivera
- Inventario, Joan Sebastian
- Las dos caras de la moneda, Beto Terrazas

Album Régional Mexicain de l'année, Duo ou Groupe Masculin:
- Y sigue la mata dando, Grupo Montez de Durango
- X, Intocable
- Más capaces que nunca, K-Paz De La Sierra
- Divinas, Patrulla 81

Album Régional Mexicain de l'année, Artiste Solo ou Groupe Féminine:
- Confesiones, Ana Bárbara y Jennifer Peña
- ¡Y seguimos con duranguense!, Los Horóscopos De Durango
- La reina del pasito duranguense, Diana Reyes
- Parrandera, rebelde, y Atrevida, Jenni Rivera

Album Régional Mexicain de l'année, Révélation:
- 100% Autoridad Duranguense. La Autoridad De La Sierra
- Gracias Rigo, La Autoridad De La Sierra
- La reina del pasito duranguense, Diana Reyes
- Las Dos Caras De La Moneda, Beto Terrazas

Titre Latino Pop le plus diffusé à la radio de l'année, Masculin:
- Porqué Es Tan Cruel El Amor, Ricardo Arjona
- Nada Es Para Siempre, Luis Fonsi
- La camisa negra Juanes
- Amor Del Bueno, Reyli

Titre Latino Pop le plus diffusé à la radio de l'année, Féminin:
- Víveme, Laura Pausini
- No, Shakira
- Bandolero, Olga Tañón
- Algo Está Cambiando, Julieta Venegas

Titre Latino Pop le plus diffusé à la radio de l'année, Duo ou Groupe:
- Obsesión (No Es Amor), Frankie J con Baby Bash
- Algo Más, La 5a Estación
- Solo Quédate En Silencio, RBD
- La Tortura, Shakira con Alejandro Sanz

Titre Latino Pop le plus diffusé à la radio de l'année, Révélation:
- Algo Más La 5a Estación
- Solo Quédate En Silencio, RBD
- Yo Quisiera, Reik
- Amor Del Bueno, Reyli

Titre Tropical le plus diffusé à la radio de l'année, Masculin:
- Que Ironía, Andy Andy
- Tu Amor Me Hace Bien, Marc Anthony
- Para Ti, Juan Luis Guerra
- Resistiré, Toño Rosario

Titre Tropical le plus diffusé à la radio de l'année, Féminin:
- Quiero Ser, Milly Quezada
- Tu Eres, Brenda K. Starr
- Bandolero, Olga Tañón
- Vete Vete, Olga Tañón

Titre Tropical le plus diffusé à la radio de l'année, Duo ou Groupe:
- Ella Y Yo, Aventura con Don Omar
- La Boda, Aventura
- Hasta El Fin, Monchy y Alexandra
- Amor De Una Noche, N'Klabe

Titre Tropical le plus diffusé à la radio de l'année, Révélation:
- Lamento Boliviano, Amarfis y La Banda De Atakke
- Me Extrañarás, Edgar Daniel
- La Gorda Linda, Arthur Hanlon con Tito Nieves
- Te Extraño, Xtreme

Titre Régional Mexicain le plus diffusé à la radio de l'année, Solista Masculin:
- Y Las Mariposas, Pancho Barraza
- Recostada En La Cama, El Chapo de Sinaloa
- Ya Me Habían Dicho, Lupillo Rivera
- Dueño De Ti, Sergio Vega

Titre Régional Mexicain le plus diffusé à la radio de l'année, Grupo Masculin:
- No Puedo Olvidarte, Beto Y Sus Canarios
- Hoy Como Ayer, Conjunto Primavera
- Mi Credo, K-Paz De La Sierra
- Eres Divina, Patrulla 81

Titre Régional Mexicain le plus diffusé à la radio de l'année, Artiste Solo ou Groupe Féminine:
- Lo Busqué, Ana Bárbara
- Si La Quieres, Los Horóscopos De Durango
- El Sol No Regresa, Diana Reyes
- Que Me Vas A Dar, Jenni Rivera

Titre Régional Mexicain le plus diffusé à la radio de l'année, Révélation:
- Yo Me Quedé Sin Nadie, La Autoridad De La Sierra
- Fruta Prohibida, Los Elegidos
- Cosas Del Amor, Sergio Vega
- Dueño De Ti, Sergio Vega

Tournée de l'année:
- Marc Anthony, Alejandro Fernández y Chayanne
- Vicente Fernández
- Juan Gabriel
- Luis Miguel

Album Reggaeton de l'année:
- Barrio Fino: En Directo Daddy Yankee
- Da Hitman Presents Reggaeton Latino, Don Omar
- Flashback, Ivy Queen
- Pal Mundo, Wisin an Yandel

Titre Reggaeton de l'année (nouvelle catégorie):
- Ven Báilalo, Angel & Khriz
- Mayor Que Yo Baby Ranks, Daddy Yankee, Tonny Tun Tun, Wisin, Yandel & Héctor
- Lo Que Pasó, Pasó, Daddy Yankee
- Rakata, Wisin y Yandel

Reggaeton Latino de l'année (nouvelle catégorie):
- Gasolina, Daddy Yankee
- Lo Que Pasó, Pasó, Daddy Yankee
- Solo Quédate En Silencio, RBD
- La Tortura, Shakira con Alejandro Sanz

Titre Dance de l'année, Club Latino:
- No Te Quiero Olvidar (Ralphi Rosario Remix), Betzaida
- La Gorda Linda (Norty Cotto Remix), Arthur Hanlon con Tito Nieves
- I Dont Care/Que Más Da (Dance Remixes), Ricky Martin con Fat Joe
- Sugar Daddy, Yerba Buena

Album Rap/Hip-Hop Latino de l'année:
- Kickin' It Juntos, Akwid & Jae-P
- Los Aguacates De Jiquilpan, Akwid
- Desahogo, Vico C
- John Ghetto, Juan Gotti

Album Best-Of Latinos de l'année:
- Antología De Un Rey, Ramón Ayala Y Sus Bravos Del Norte
- Tesoros De Colección: Lo Romántico De Los Caminantes, Los Caminantes
- Historia De Una Reina, Ana Gabriel
- La Historia Continúa Parte II Marco Antonio Solís

Album Compilation Titres Latinos de l'année:
- Más Flow 2 Luny Tunes & Baby Ranks
- Boy Wonder & Chencho Records Present: El Draft 2005 Varios Artistas
- Chosen Few: El Documental, Varios Artistas
- The Hitmakers Of Reggaeton, Varios Artistas

Album Latin jazz de l'année:
- Vol. 5: Carnival, Los Hombres Calientes
- Listen Here!, Eddie Palmieri
- Do It!, Poncho Sanchez
- Sandoval: Live At The Blue Note, Arturo Sandoval

Album Roch chrétien/Gospel de l'année:
- Timeless, The Katinas
- Que Tan Lejos Está El Cielo, Salvador
- So Natural, Salvador
- Dios Es Bueno, Marcos Witt

Compositeur de l'année:
- Raymond Ayala (Daddy Yankee)
- Juan Gabriel
- Juanes
- William O. Landron (Don Omar)